# Poligon wojskowy w Skierniewicach
Poligon wojskowy w Skierniewicach – poligon wojskowy działający w okresie istnienia jednostki wojskowej w Skierniewicach w latach 50. – 60. XX wieku. Jednostka wojskowa, koszary istniały już przed II wojną światową.
Poligon znajduje się w granicach administracyjnych Skierniewic, wcześniej również w gminie Maków. Po stronie zachodniej poligonu znajduje się Las Zwierzyniecki. Poligon jest nieczynny, nie odbywają się wojskowe ćwiczenia. Można zobaczyć pozostałości budowli, wykopów, podziemi oraz strzelnicę. Na terenie poligonu miało powstać uzdrowisko.